# Hakea microcarpa
Hakea microcarpa är en tvåhjärtbladig växtart som beskrevs av Robert Brown. Hakea microcarpa ingår i släktet Hakea och familjen Proteaceae. Inga underarter finns listade i Catalogue of Life.